# Alexei Sergejewitsch Ionow
Alexei Sergejewitsch Ionow (russisch Алексей Сергеевич Ионов; * 18. Februar 1989 in Kingissepp, Russische SFSR, UdSSR) ist ein russischer Fußballspieler.

## Karriere

### Verein
Der Mittelfeldspieler spielte von 2007 bis 2012 für Zenit Sankt Petersburg. 2012 wechselte er zum FK Kuban Krasnodar. 2013 begann Ionow bei Anschi Machatschkala und wurde im Laufe des Jahres vom FK Dynamo Moskau verpflichtet. Nach Dynamos Abstieg aus der Premjer-Liga wurde er an PFK ZSKA Moskau verliehen.

### Nationalmannschaft
Ionow gab sein Debüt in der russischen Nationalmannschaft am 29. März 2011 im Freundschaftsspiel gegen Katar. Bei der Fußball-Weltmeisterschaft 2014 in Brasilien wurde er in das russische Aufgebot aufgenommen, kam aber nicht zum Einsatz. Zur Fußball-Europameisterschaft 2021 wurde er in den Kader Russlands berufen, kam aber mit diesem nicht über die Gruppenphase hinaus.